# Josef von Waser
Josef von Waser, auch Josef Ritter von Waser (* 12. März 1811 in Pettau, Untersteiermark; † 12. Mai 1899 in Graz) war Oberstaatsanwalt und Abgeordneter zum Österreichischen Abgeordnetenhaus.

## Leben
Josef von Waser war Sohn des gleichnamigen Arztes Josef Waser. Er besuchte ab 1820 ein Gymnasium in Graz und zwischen 1824 und 1826 eines in Marburg. Daraufhin absolvierte er philosophische Studien im Lyzeum in Olmütz und studierte Rechtswissenschaft an der Universität Graz. Im Jahr 1834 promovierte er zum Dr. iur. in Wien. Ab 1836 war er Supplent für Strafrechtslehre an der Universität Wien. Im Jänner 1838 wurde er Assistent für Natur- und Kriminalrecht am Theresianum in Wien. Im August 1838 wurde er Professor für Natur- und Kriminalrecht an der Universität Innsbruck. Ab 1845 wurde er auch Votant und Referent, 1848 Rat am Stadt- und Landrecht in Innsbruck, 1850 Staatsanwalt und 1854 Oberstaatsanwalt in Graz. Ebenfalls im Jahr 1854 erhielt er den Orden der Eisernen Krone III. Klasse und wurde in den Ritterstand erhoben. Im Jahr 1865 wurde er wegen einer regierungskritischen Landtagsrede seines Amtes enthoben und als Richter an das Oberlandesgericht Graz versetzt. Im Jahr 1867 wurde er Präsident des Landesgerichts Klagenfurt und 1868 Sektionschef im Justizministerium. 1870 wurde er Vizepräsident und 1871 Präsident des Oberlandesgerichts Graz. 1870 erhielt er auch das Komturkreuz des
Franz Joseph-Ordens mit dem Stern. 1876 wurde er Wirklicher Geheimer Rat. Im Jahr 1892 ging er in den Ruhestand. Von 1876 bis 1877 war er Mitglied im Staatsgerichtshof.
Josef von Waser war römisch-katholisch und ab 1845 verheiratet mit Maria von Jenull (1806–1885), mit der er eine Tochter hatte.
Er war von 1861 bis 1871 Mitglied im steiermärkischen Landtag (I., II. und III. Wahlperiode).

## Politische Funktionen
Josef von Waser war von 1861 bis 1871 Abgeordneter des Abgeordnetenhauses im Reichsrat (I., II. und III. Legislaturperiode), Kronland Steiermark.
Während der I. und II. Legislaturperiode war er für die Kurie Städte und Märkte (Marburg, Cilli, Rann, Tüffer, Lichtenwald, Oberburg, Lauffen, Praßberg, Sachsenfeld, Hoheneck, Windischgratz, Windischfeistritz, Schönstein, Hohenmauthen, Mahrenberg, Saldenhofen, Pettau, Friedau, Polstrau, Luttenberg und Rohitsch) zuständig.
Während der III. Legislaturperiode war er für die Wählerklasse Steiermark, Handels- und Gewerbekammern verantwortlich.
Ab dem 19. Dezember 1877 wurde Josef von Waser auf Lebenszeit Mitglied des Herrenhauses. Er gehörte dort der Verfassungspartei an.

## Klubmitgliedschaften
Josef von Waser war ab 1861 bei den Unionisten, ab dem 15. November 1864 bei den Liberalen Linken, ab 1867 bis zu dessen Auflösung Ende September 1867 im Herbst-Kaiserfeld'schen Klub und ab dem 1. Mai 1871 im Klub der Linken.